# Egira mustelina
Egira mustelina là một loài bướm đêm trong họ Noctuidae.